# بظ يطير
بظ يطير (بالإنجليزية: Buzz Lightyear)‏ هي شخصية خيالية في أفلام حكاية لعبة. إنه لعبة بطل حارس فضاء وفقا لهذا الشكل في علامة حكاية لعبة التجارية. مع وودي، أحد الشخصيتين الرئيسيتين في جميع أفلام حكاية لعبة الأربعة.

## وصلات خارجية
- صفحة الشخصية الرسمية